# Simone Böckmann
Simone Böckmann (* 23. Oktober 1963 in Düsseldorf, geborene Richter) ist eine ehemalige deutsche Vielseitigkeitsreiterin. Sie war die erste Frau, die die deutsche Meisterschaft der Vielseitigkeitsreiter gewann.

## Leben
Simone Böckmann wurde im Jahre 1963 als Tochter eines Malermeisters, der in seiner Freizeit als Reiter und Parcoursaufbauer tätig war, geboren. Ihre ersten reiterlichen Erfahrungen sammelt sie auf einer Reitanlage in Düsseldorf-Eller. Nachdem kurz danach auch ihre jüngeren Schwestern mit dem Reiten anfingen, wurde das erste eigene Pony für die Töchter erworben. Es folgten weitere Ponys, mit Napoleon nahm Simone Böckmann an einer Pony-Europameisterschaft teil. 1986 zog die Familie nach Düsseldorf-Lohausen, wo die Familie auch heute noch eine Reitanlage betreibt. Nach der Schule machte Böckmann eine Lehre als Bürokauffrau und blieb auch in Folge in diesem Beruf tätig. 
Ihren größten Erfolg feierte Böckmann, die zu diesem Zeitpunkt aus erster Ehe den Namen Richter-Kals trug, als sie 1988 als erste Frau die deutsche Meisterschaft der Vielseitigkeitsreiter gewann. Ihr Pferd hierbei war Bantu, ein Oldenburger Wallach. Im Jahr 1990 war sie mit Bantu als Einzelreiterin Teilnehmerin der Weltreiterspiele in Stockholm, schied jedoch in der Geländeprüfung aus. Acht Jahre später wurde sie, erneut als Einzelreiterin, bei den Weltreiterspielen in Rom 27. mit Chicoletto. Die deutsche Mannschaft blieb ohne Wertung (weniger als drei deutsche Mannschaftsreiter beendeten die Prüfung). Im Jahr 2004 gewann sie mit der Mannschaft des Landesverbandes Weser-Ems Gold bei der Deutschen Mannschaftsmeisterschaft.
Als Vielseitigkeitsreiterin war Böckmann bis 2005 aktiv. In diesem Jahr stürzte sie schwer bei einer Vielseitigkeitsprüfung und beschloss in Folge das Ende ihrer reiterlichen Laufbahn. Sie ist nun als Koordinator für die Vielseitigkeitsreiterei für den Landesverband Weser-Ems tätig.
Sie ist in zweiter Ehe mit Roger Böckmann, selbst früher Vielseitigkeitsreiter und ehemaliger Geschäftsführer der Böckmann Fahrzeugwerke und Bruder von Gilbert Böckmann, verheiratet und lebt in Lastrup. Simone Böckmann ist Mutter von drei Söhnen: Liam (* 1999) sowie den Zwillingen Calvin und Jason Böckmann (* 2001). Alle drei treten in Vielseitigkeitsprüfungen an. Calvin ist zudem auch als Springreiter erfolgreich (unter anderem Einzeleuropameister der Pony-Vielseitigkeitsreiter 2015 und Mannschaftseuropameister der Springreiter in der Altersklasse Children 2015).